# Toulguéré-Peulh
Toulguéré-Peulh est une localité située dans le département de Korsimoro de la province du Sanmatenga dans la région Centre-Nord au Burkina Faso.

## Éducation et santé
Le centre de soins le plus proche de Toulguéré-Peulh est le centre de santé et de promotion sociale (CSPS) de Korsimoro tandis que le centre hospitalier régional (CHR) se trouve à Kaya.